# Грбови рејона Хантије-Мансије
Грбови рејона Хантије-Мансије обухвата галерију грбова административних јединица руског аутономног округа Хантије-Мансије, са статусом градских округа и рејона, те њихове историјске грбове (уколико их има).
Већина грбова настала је након успостављања Руске Федерације и Ханти-Мансијског аутономног округа, као њеног саставног субјекта.

## Грбови округа и рејона
- Грб града 
 Сургута
- Грб града 
 Ханти-Мансијска
- 1 — Грб рејона 
 Белојарски
- 2 — Грб рејона 
 Берјозовски
- 3 — Грб рејона 
 Кондински
- 4 — Грб рејона 
 Нефтејугански
- 5 — Грб рејона 
 Нижњевартовски
- 6 — Грб рејона 
 Октобрски
- 7 — Грб рејона 
 Совјетски
- 8 — Грб рејона 
 Сургутски
- 9 — Грб рејона 
 Ханти-Мансијски